# 千葉市教育委員会
千葉市教育委員会（ちばしきょういくいいんかい）は、千葉県千葉市中央区問屋町1-35、千葉ポートサイドタワー11階・12階に拠点を置く、千葉市の組織。千葉市内の教育に関連した調査などを行う行政委員会である。2019年3月現在の教育長は磯野和美。

## 概要
組織は教育総務部・学校教育部・生涯学習部など分かれており、それぞれの部門には総務課・企画課・学校施設課・学事課・教職員課・指導課・保健体育課・教育センター・養護教育センター・生涯学習振興課ほか、業務によって課などに分けられている。教育委員会会議の開催のほか、いじめへの対策として意識調査を実施、さらに学校の合併や新設などを行っている。